# Sputnik 22
| Organização         | União Soviética                               |
| Estado              | Inativo                                       |
| Data do lançamento  | 24 de outubro de 1962                         |
| Lançado por         | Molniya 8K78                                  |
| Local do lançamento | Cosmódromo de Baikonur, Tyuratam, Cazaquistão |
| Retorno             | 29 de outubro de 1962                         |
| Finalidade          | Ciência Planetária                            |
| Configuração        |                                               |
| Massa               | 893,5 kg                                      |
| Dimensões           |                                               |
| NSSDC ID            | 1962-057A                                     |

Sputnik 22 (também conhecido como Korabl 11 e Marte 1962A) foi uma tentativa de missão a Marte, lançada pela União Soviética em 24 de outubro de 1962.
Foi presumivelmente semelhante à missão Marte 1 lançada oito dias mais tarde. A sonda tinha uma massa de 893,5 kg era anexada no andar superior de uma nave espacial SL-6, com uma massa total de 6 500 kg. Foi lançada numa órbita estacionária da Terra de 180 × 485 km, com uma inclinação de 64,9 graus e explodiu, ou quando estava a entrar em órbita, ou quando se estava preparando para se colocar na trajetória de Marte. Em qualquer caso, a nave espacial quebrou em muitos pedaços, alguns dos quais aparentemente permaneceram em órbita da Terra por alguns dias.
Isto se passou durante a Crise dos Mísseis de Cuba e durante alguns dias houve receio que a União Soviética estivesse tentando um ataque nuclear.